# Corbère-les-Cabanes
Corbère-les-Cabanes là một xã thuộc tỉnh Pyrénées-Orientales trong vùng Occitanie phía nam Pháp. Xã này nằm ở khu vực có độ cao trung bình 150 mét trên mực nước biển.